# Jim Crow

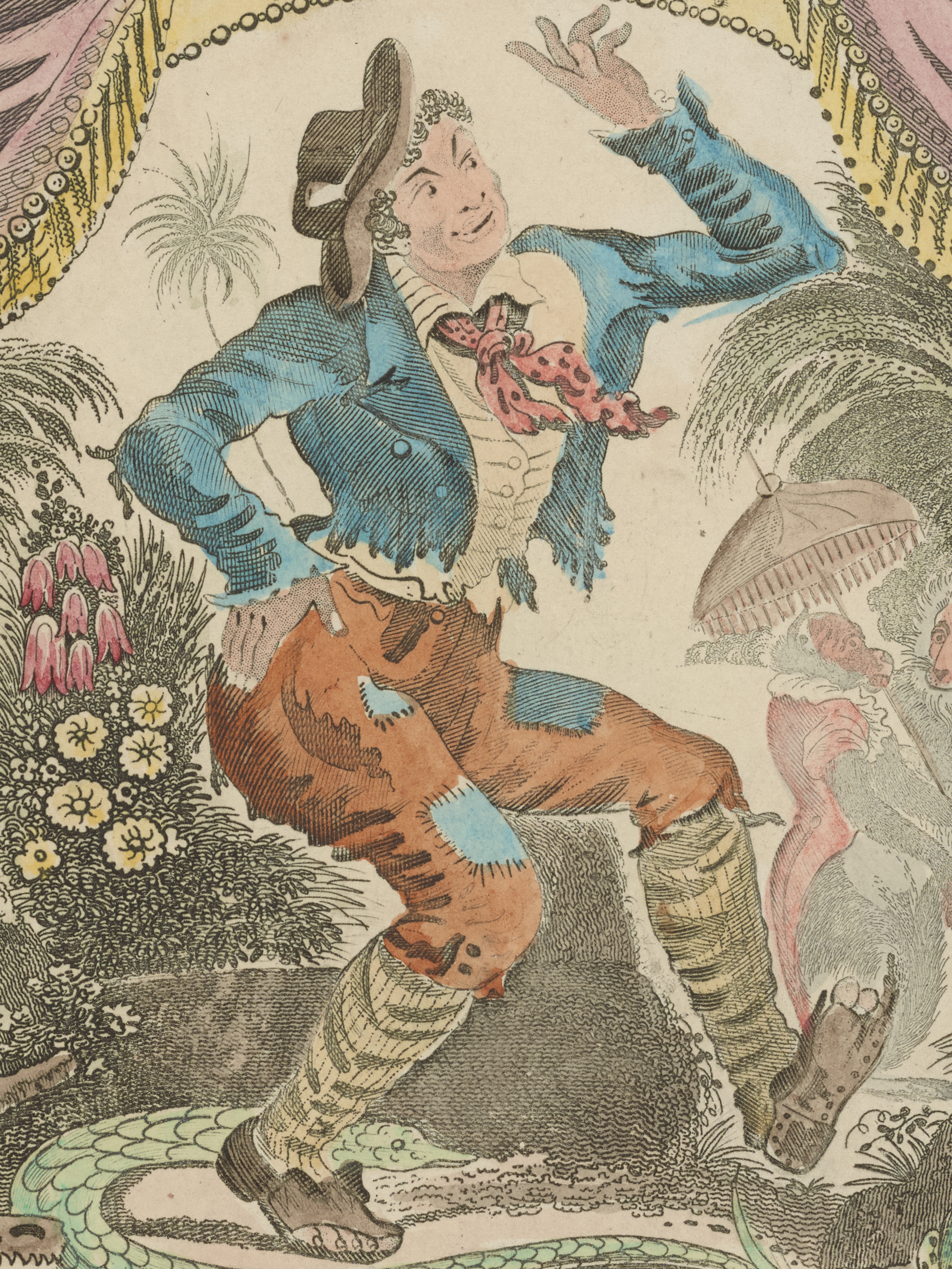
Tańczący Jim Crow

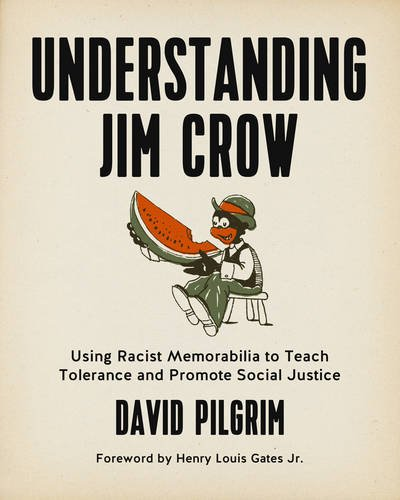
Jim Crow z arbuzem na okładce książki autorstwa Davida Pilgrima

Jim Crow – postać fikcyjna stworzona przez amerykańskiego artystę Thomasa D. Rice’a (1808–1860), będąca stereotypowym przedstawieniem Afroamerykanów i ich kultury. Rice oparł tę postać na ludowym tricksterze imieniem Jim Crow, który od dawna był popularny wśród czarnych niewolników. Rice zaadaptował i spopularyzował także tradycyjną piosenkę amerykańskich niewolników zatytułowaną Jump Jim Crow (1828).

## Pochodzenie
Rzeczywiste pochodzenie postaci Jima Crowa jest niejasne. Jedna z historii głosi, że jest to imitacja czarnego niewolnika, którego Rice widział podczas swoich podróży po południowych Stanach Zjednoczonych, a którego właścicielem był niejaki pan Crow. Kilka źródeł opisuje spotkanie Rice’a ze starszym czarnym stajennym pracującym w jednym z miast nad rzeką, gdzie Rice występował. Według niektórych relacji mężczyzna miał krzywą nogę i zdeformowane ramię. Śpiewał o Jimie Crowie i akcentował każdą zwrotkę niewielkim podskokiem. Według Edmona S. Connera, aktora, który współpracował z Rice’em na początku jego kariery, do rzekomego spotkania doszło w Louisville w stanie Kentucky. Conner i Rice byli zaangażowani przez sezon letni w teatrze miejskim, który z tyłu wychodził na stajnię. Stary i zdeformowany niewolnik pracujący na podwórzu stajni często wykonywał piosenkę i taniec, które zaimprowizował dla własnej rozrywki. Aktorzy go widzieli, a Rice przyglądał mu się uważnie i napisał kilka zwrotek, zmienił nieco klimat oraz znacznie przyspieszył tempo tańca, co zaprezentował w minstrelowym show, ku uciesze widowni. Według Connera stajnia była własnością białego mężczyzny o nazwisku Crow, które przyjął stary niewolnik.
Bardziej prawdopodobnym wyjaśnieniem pochodzenia tej postaci jest to, że Rice przez wiele lat obserwował i wchłaniał tradycyjne afroamerykańskie pieśni i tańce. Dorastał w zintegrowanej rasowo dzielnicy Manhattanu, a później podróżował po południowych stanach niewolniczych. Według wspomnień Isaaca Odella, który w wywiadzie udzielonym w 1907 roku opisał rozwój gatunku, Rice pojawił się na scenie w Louisville w latach trzydziestych XIX wieku i tam nauczył się naśladować lokalną czarną mowę. Śpiewał piosenkę I Turn About and Wheel About i każdego wieczoru komponował do niej nowe wersety, nawiązujące do utworu.

## Dziedzictwo
Jim Crow tradycyjnie ubierał się w łachmany, nosił zniszczoną czapkę i podarte spodnie. Rice nałożył na twarz i dłonie czarny makijaż zwany blackface stworzony ze spalonego korka i wcielał się w bardzo zwinnego i dowcipnego Afroamerykanina.
Postać Jima Crowa grana przez Rice’a spopularyzowała postrzeganie Afroamerykanów jako leniwych, niegodnych zaufania, głupich i niezasługujących na  integrację z resztą amerykańskiego społeczeństwa. Do końca XIX wieku termin „Jim Crow” był używany jako obraźliwy wobec czarnoskórych, na długo przed tym, zanim zaczęto go wiązać z rasistowskimi prawami Jima Crowa, obowiązującymi w Stanach Zjednoczonych do 1965 roku.